# Giuliano Taviani
Giuliano Taviani (ur. 8 listopada 1969 w Rzymie) − włoski kompozytor, autor muzyki filmowej.
Współpracował m.in. z braćmi Taviani (Farma skowronków, Cezar musi umrzeć), Lucą Lucinim i Massimo Venierem.